# Bibbiena
Bibbiena is een gemeente in de Italiaanse provincie Arezzo (regio Toscane) en telt 11.997 inwoners (31-12-2004). De oppervlakte bedraagt 86,4 km², de bevolkingsdichtheid is 139 inwoners per km².
De volgende frazioni maken deel uit van de gemeente: Banzena, Bibbiena Stazione, Campi, Farneta, Marciano, Partina, Pian del ponte, Santa Maria del sasso, Serravalle, Soci, Terrossola.

## Demografie
Bibbiena telt ongeveer 4774 huishoudens. Het aantal inwoners steeg in de periode 1991-2001 met 4,5% volgens cijfers uit de tienjaarlijkse volkstellingen van ISTAT.
| Jaar | Inwoneraantal |
| ---- | ------------- |
| 1991 | 10.969        |
| 2001 | 11.462        |

## Geografie
De gemeente ligt op ongeveer 425 m boven zeeniveau.
Bibbiena grenst aan de volgende gemeenten: Bagno di Romagna (FC), Castel Focognano, Chiusi della Verna, Ortignano Raggiolo, Poppi.

## Geboren
- Emanuele Giaccherini (5 mei 1985), voetballer